# Probabilidade

Modelo para aferir níveis de probabilidade.

A palavra probabilidade deriva do Latim probare (provar ou testar). Informalmente, provável é uma das muitas palavras utilizadas para eventos incertos ou desconhecidos, sendo também substituída por algumas palavras como “sorte”, “risco”, “azar”, "chance", “incerteza”, “duvidoso”, dependendo do contexto inseridas à língua portuguesa e na linguagem matemática.
Tal como acontece com a teoria da mecânica, onde encontramos definições precisas que atribuímos em termos de uso diário que praticamos em nosso dia a dia, como o trabalho e a força, também a teoria das probabilidades tenta quantificar a noção de provável em determinados eventos em que surgem possibilidades com probabilidades.
Em essência, existe um conjunto de regras matemáticas onde pode-se prever a probabilidade de acertos, número de vezes, número de ocasiões entre outras situações que conseguimos calcular através de fórmulas e regras matemáticas, listado no tópico "Formalização da probabilidade" abaixo. Existem outras regras para quantificar a incerteza, como a teoria de Dempster-Shafer e a lógica difusa (em inglês, fuzzy logic), diferentes e compatíveis com as leis da probabilidade tal como são geralmente entendidas. No entanto, seguem com a metodologia matemática de Probabilidade, como são aplicadas as regras. 

## Conceitos de probabilidade
A ideia geral da probabilidade é frequentemente dividida em dois conceitos relacionados:
- Probabilidade de frequência ou probabilidade aleatória, que representa uma série de eventos futuros cuja ocorrência é definida por alguns fenômenos físicos aleatórios. Este conceito pode ser dividido em fenômenos físicos que são previsíveis através de informação suficiente e fenômenos que são essencialmente imprevisíveis. Um exemplo para o primeiro tipo é uma roleta, e um exemplo para o segundo tipo é um decaimento radioativo.
- Probabilidade epistemológica ou probabilidade Bayesiana, que representa nossas incertezas sobre proposições quando não se tem conhecimento completo das circunstâncias causativas. Tais proposições podem ser sobre eventos passados ou futuros, mas não precisam ser. Alguns exemplos de probabilidade epistemológica são designar uma probabilidade à proposição de que uma lei da Física proposta seja verdadeira, e determinar o quão "provável" é que um suspeito cometeu um crime, baseado nas provas apresentadas.

É uma questão aberta se a probabilidade aleatória é redutível à probabilidade epistemológica baseado na nossa inabilidade de predizer com precisão cada força que poderia afetar o rolar de um dado, ou se tais incertezas existem na natureza da própria realidade, particularmente em fenômenos quânticos governados pelo princípio da incerteza de Heisenberg. Embora as mesmas regras matemáticas se apliquem não importando qual interpretação seja escolhida, a escolha tem grandes implicações pelo modo em que a probabilidade é usada para modelar o mundo real.

## Marcos históricos
O estudo científico da probabilidade é um desenvolvimento moderno. Os jogos de apostas mostram que o interesse em quantificar as ideias da probabilidade tem existido por milênios, mas as descrições matemáticas de uso nesses problemas só apareceram muito mais tarde.

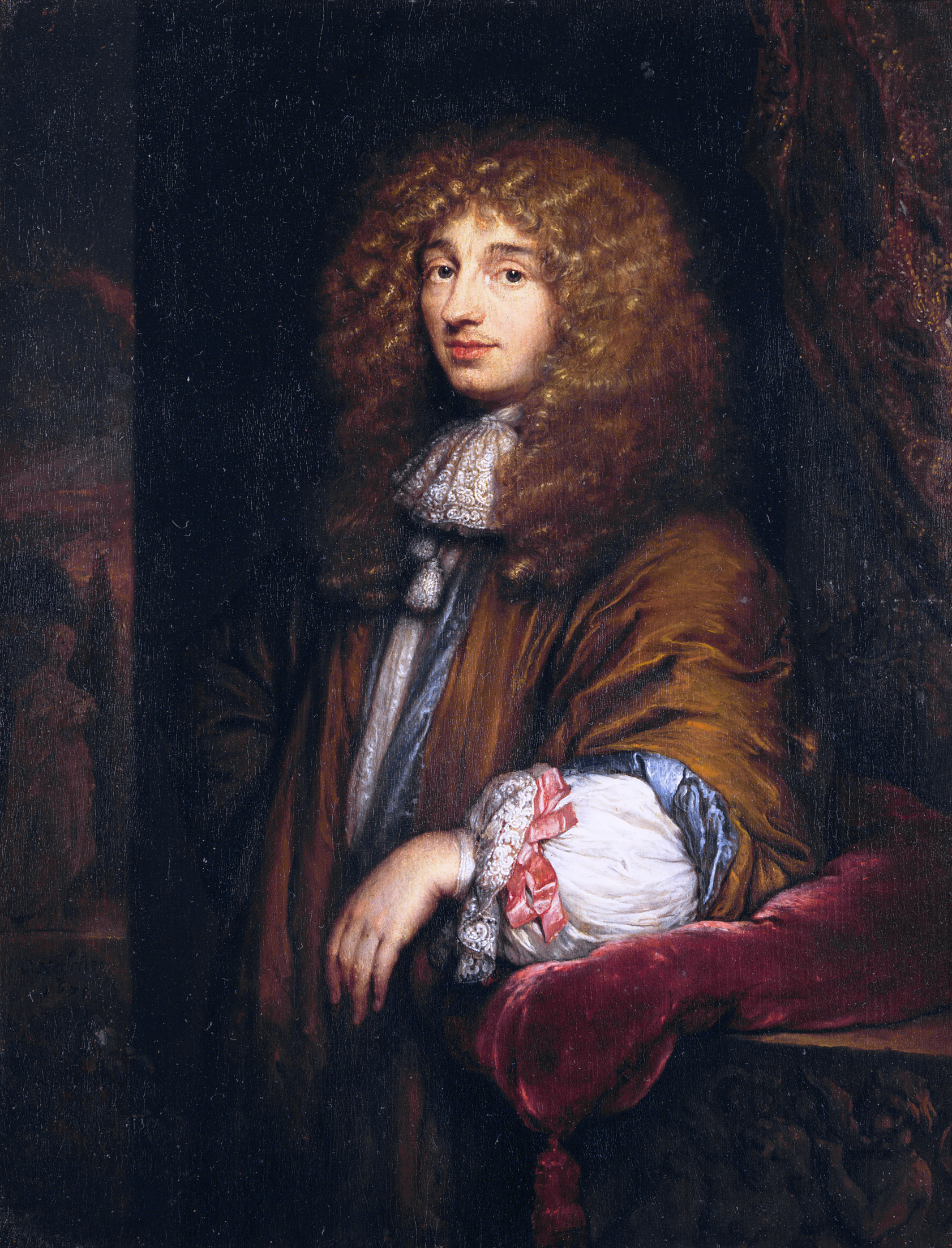
Christiaan Huygens (1671), publicou um dos primeiros livros sobre probabilidade.

Girolamo Cardano, no livro Liber de Ludo Aleae, estudou as probabilidades associadas ao arremesso de dados, concluindo que a distribuição de 2 dados deve ser obtida dos 36 pares ordenados de resultados, e não apenas dos 21 pares (não-ordenados).
A doutrina das probabilidades vêm desde a correspondência entre Pierre de Fermat e Blaise Pascal (1654). Christiaan Huygens (1657) deu o primeiro tratamento científico ao assunto. A Arte da Conjectura de Jakob Bernoulli (póstumo, 1713) e a Doutrina da Probabilidade de Abraham de Moivre (1718) trataram o assunto como um ramo da matemática.
A teoria dos erros pode ser originada do Opera Miscellanea de Roger Cotes (póstumo, 1722), mas um ensaio preparado por Thomas Simpson em 1755 (impresso em 1756) foi o primeiro a aplicar a teoria na discussão de erros de observação. A reimpressão (1757) desse ensaio estabelece os axiomas que erros positivos e negativos são igualmente prováveis, e que há certos limites que se podem associar em que pode se supor que todos os erros vão cair; erros contínuos são discutidos e uma curva de probabilidade é dada.
Pierre-Simon Laplace (1774) fez a primeira tentativa de deduzir uma regra para a combinação de observações dos princípios da teoria das probabilidades. Ele apresentou a lei da probabilidade dos erros por uma curva {\displaystyle y=\phi (x)}, {\displaystyle x} sendo qualquer erro e {\displaystyle y} sua probabilidades, e estabeleceu três propriedades dessa curva: (1) Ela é simétrica no eixo {\displaystyle y}; (2) ao eixo {\displaystyle x}, é assintótico; a probabilidade do erro quando {\displaystyle x\rightarrow \infty } é 0; (3) a área abaixo da curva da função é 1, sendo certo de que um erro existe. Ele deduziu uma fórmula para o significado das três observações. Ele também deu (1781) uma fórmula para a lei da facilidade de erros (um termo devido a Lagrange, 1774), mas que levava a equações não gerenciáveis. Daniel Bernoulli (1778) introduziu o princípio do produto máximo das probabilidades de um sistema de erros concorrentes. 

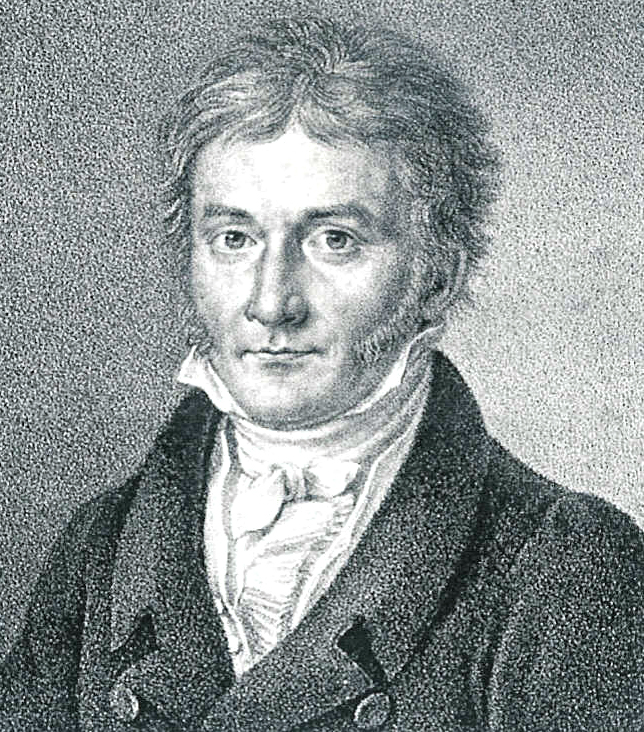
Carl Friedrich Gauss (1828), grande expoente da matemática.

O método dos mínimos quadrados deve-se ao matemático alemão Johann Carl Friedrich Gauss (1777-1855). Gauss descreveu o método aos dezoito anos (1795), que hoje é indispensável nas mais diversas pesquisas. Adrien-Marie Legendre (1805), introduziu contribuições ao método em seu Nouvelles méthodes pour la détermination des orbites des comètes. Por ignorar o trabalho de Legendre, um escritor Americano-Irlandês, Robert Adrain, editor de "The Analyst" (1808), primeiro deduziu a lei da facilidade do erro,
{\displaystyle \phi (x)=ce^{-h^{2}x^{2}}}
{\displaystyle c} e {\displaystyle h} sendo constantes dependendo da precisão da observação. Ele deu duas provas, sendo a segunda essencialmente a mesma de John Herschel (1850). Carl Friedrich Gauß deu a primeira prova que parece ser conhecida na Europa (a terceira após a de Adrain) em 1809. Provas posteriores foram dadas por Laplace (1810, 1812), Gauß (1823), James Ivory (1825, 1826), Hagen (1837), Friedrich Bessel (1838), Donkin (1844, 1856), e Morgan Crofton (1870). Outros que contribuíram foram Ellis (1844), De Morgan (1864), Glaisher (1872), e Giovanni Schiaparelli (1875). A fórmula de Peters (1856) para {\displaystyle r}, o erro provável de uma observação simples, é bem conhecida.
No século XIX, os autores da teoria geral incluíam Laplace, Sylvestre Lacroix (1816), Littrow (1833), Adolphe Quetelet (1853), Richard Dedekind (1860), Helmert (1872), Hermann Laurent (1873), Liagre, Didion, e Karl Pearson. Augustus De Morgan e George Boole melhoraram a exibição da teoria.
No lado geométricos, (veja geometria integral), os contribuidores da The Educational Times foram influentes (Miller, Crofton, McColl, Wolstenholme, Watson, e Artemas Martin).

## Formalização da probabilidade

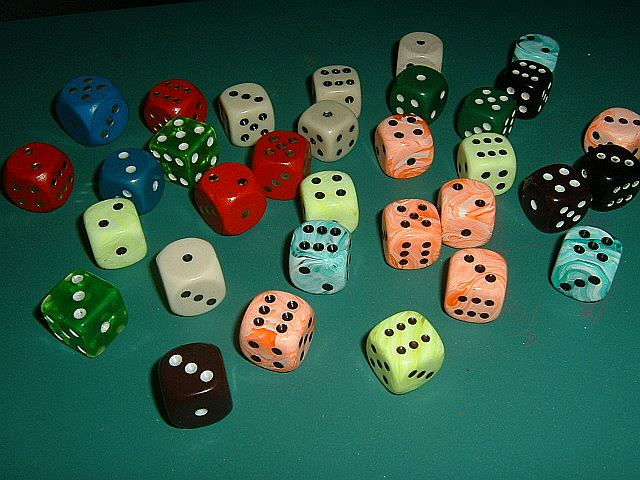
Dados, símbolos da probabilidade.

Como outras teorias, a teoria das probabilidades é uma representação dos conceitos probabilísticos em termos formais – isso é, em termos que podem ser considerados separadamente de seus significados. Esses termos formais são manipulados pelas regras da matemática e da lógica, e quaisquer resultados são então interpretados ou traduzidos de volta ao domínio do problema.
Houve pelo menos duas tentativas com sucesso de formalizar a probabilidade, que foram as formulações de Kolmogorov e a de Cox.
Na formulação de Kolmogorov, conjuntos são interpretados como eventos e a probabilidade propriamente dita como uma medida numa classe de conjuntos. Na de Cox, a probabilidade é entendida como uma primitiva (isto é, não analisada posteriormente) e a ênfase está em construir uma associação consistente de valores de probabilidade a proposições. Em ambos os casos, as leis da probabilidade são as mesmas, exceto por detalhes técnicos:
1. uma probabilidade é um número entre 0 e 1;
2. a probabilidade de um evento ou proposição e seu complemento, se somados, valem até 1;
3. a probabilidade condicionada ou conjunta de dois eventos ou proposições é o produto da probabilidade de um deles e a probabilidade do segundo, condicionado na primeira.

O leitor vai encontrar uma exposição da formulação de Kolmogorov no artigo sobre teoria das probabilidades, e no artigo sobre o teorema de Cox a formulação de Cox. Veja também o artigo sobre os axiomas da probabilidade.

### Representação e interpretação de valores de probabilidade
A probabilidade de um evento geralmente é representada como um número real entre 0 e 1. um evento impossível tem uma probabilidade de exatamente 0, e um evento certo de acontecer tem uma probabilidade de 1, mas a recíproca não é sempre verdadeira: eventos de probabilidade 0 não são sempre impossíveis, nem os de probabilidade 1 certos. A distinção bastante sutil entre "evento certo" e "probabilidade 1" é tratado em maior detalhe no artigo sobre "quase-verdade".
A maior parte das probabilidades que ocorrem na prática são números entre 0 e 1, que indica a posição do evento no contínuo entre impossibilidade e certeza. Quanto mais próxima de 1 seja a probabilidade de um evento, mais provável é que o evento ocorra. Por exemplo, se dois eventos forem ditos igualmente prováveis, como por exemplo em um jogo de cara ou coroa, podemos exprimir a probabilidade de cada evento - cara ou coroa - como "1 em 2", ou, de forma equivalente, "50%", ou ainda "1/2".
Probabilidades também podem ser expressas como chances (odds). Chance é a razão entre a probabilidade de um evento e à probabilidade de todos os demais eventos. A chance de obtermos cara, ao lançarmos uma moeda, é dada por (1/2)/(1 - 1/2), que é igual a 1/1. Isto é expresso como uma "chance de 1 para 1" e é frequentemente escrito como "1:1". Assim, a chance a:b para um certo evento é equivalente à probabilidade a/(a+b).
Por exemplo, a chance 1:1 é equivalente à probabilidade 1/2 e 3:2 é equivalente à probabilidade 3/5.
Ainda fica a questão de a quê exatamente pode ser atribuído uma probabilidade, e como os números atribuídos podem ser usados; isto é uma questão de interpretações de probabilidade.
Há alguns que alegam que pode-se atribuir uma probabilidade a qualquer tipo de proposição lógica incerta; esta é a interpretação bayesiana. Há outros que argumentam que a probabilidade só é aplicada apropriadamente a proposições que relacionam-se com sequências de experimentos repetidos, ou da amostragem de uma população grande; esta é a interpretação frequentista. Há ainda diversas outras interpretações que são variações de um ou de outro tipo.

### Distribuições
A distribuição de probabilidade é uma função que determina probabilidades para eventos ou proposições. Para qualquer conjunto de eventos ou proposições existem muitas maneiras de determinar probabilidades, de forma que a escolha de uma ou outra distribuição é equivalente a criar diferentes hipóteses sobre os eventos ou proposições em questão.
Há várias formas equivalentes de se especificar uma distribuição de probabilidade. Talvez a mais comum é especificar uma função densidade da probabilidade. Daí, a probabilidade de um evento ou proposição é obtida pela integração da função densidade.
A função distribuição pode ser também especificada diretamente. Em uma dimensão, a função distribuição é chamada de função distribuição cumulativa. As distribuições de probabilidade também podem ser especificadas via momentos ou por funções características, ou por outras formas.
Uma distribuição é chamada de distribuição discreta se for definida em um conjunto contável e discreto, tal como o subconjunto dos números inteiros; ou é chamada de distribuição contínua se tiver uma função distribuição contínua, tal como uma função polinomial ou exponencial. A maior parte das distribuições de importância prática são ou discretas ou contínuas, porém há exemplos de distribuições que não são de nenhum desses tipos.
Dentre as distribuições discretas importantes, pode-se citar a distribuição uniforme discreta, a distribuição de Poisson, a distribuição binomial, a distribuição binomial negativa e a distribuição de Maxwell-Boltzmann. Dentre as distribuições contínuas, a distribuição normal, a distribuição gama, a distribuição t de Student e a distribuição exponencial.

## Probabilidade na matemática
Os axiomas da probabilidade formam a base para a teoria da probabilidade matemática. O cálculo de probabilidades pode ser frequentemente determinado pelo uso da análise combinatória ou pela aplicação direta dos axiomas. As aplicações da probabilidade vão muito além da estatística, que é geralmente baseada na ideia de distribuições de probabilidade e do teorema do limite central.
Para dar um significado matemático à probabilidade, considere um jogo de cara ou coroa. Intuitivamente, a probabilidade de dar cara, qualquer que seja a moeda, é "obviamente 50%"; porém, esta afirmação por si só deixa a desejar quanto ao rigor matemático - certamente, enquanto se pode esperar que, ao jogar essa moeda 10 vezes, teremos 5 caras e 5 coroas, não há garantias de que isso ocorrerá; é possível, por exemplo, conseguir 10 caras sucessivas. O que então o número "50%" significaria nesse contexto?
Uma proposta é usar a lei dos grandes números. Neste caso, assumimos que é exequível fazer qualquer número de arremessos da moeda, com cada resultado sendo independente - isto é, o resultado de cada jogada não é afetado pelas jogadas anteriores. Se executarmos N jogadas, e seja NH o número de vezes que a moeda deu cara, então pode-se considerar, para qualquer N, a razão NH/N.
Quando N se tornar cada vez maior, pode-se esperar que, em nosso exemplo, a razão NH/N chegará cada vez mais perto de 1/2. Isto nos permite "definir" a probabilidade Pr(H) das caras como o limite matemático, com N tendendo ao infinito, desta sequência de quocientes:
{\displaystyle \Pr(H)=\lim _{N\to \infty }{N_{H} \over N}}
Na prática, obviamente, não se pode arremessar uma moeda uma infinidade de vezes; por isso, em geral, esta fórmula se aplica melhor a situações nas quais já se tem fixada uma probabilidade a priori para um resultado particular (no nosso caso, nossa convenção é a de que a moeda é uma moeda "honesta"). A lei dos grandes números diz que, dado Pr(H) e qualquer número arbitrariamente pequeno ε, existe um número n tal que para todo N > n,
{\displaystyle \left|\Pr(H)-{N_{H} \over N}\right|<\epsilon }
Em outras palavras, ao dizer que "a probabilidade de caras é 1/2", queremos dizer que, se jogarmos nossa moeda tantas vezes o bastante, eventualmente o número de caras em relação ao número total de jogadas tornar-se-á arbitrariamente próximo de 1/2; e permanecerá ao menos tão próximo de 1/2 enquanto se continuar a arremessar a moeda.
Observe que uma definição apropriada requer a teoria da medida, que provê meios de cancelar aqueles casos nos quais o limite superior não dá o resultado "certo", ou é indefinido pelo fato de terem uma medida zero.
O aspecto a priori desta proposta à probabilidade é algumas vezes problemática quando aplicado a situações do mundo real. Por exemplo, na peça Rosencrantz e Guildenstern estão mortos, de Tom Stoppard, uma personagem arremessa uma moeda que sempre dá caras, uma centena de vezes. Ele não pode decidir se isto é apenas um evento aleatório - além do mais, é possível, porém improvável, que uma moeda honesta pudesse dar tal resultado - ou se a hipótese de que a moeda é honesta seja falsa.